# Музей історії Інституту електрозварювання ім. Є. О. Патона
Музей історії Інституту електрозварювання ім. Є. О. Патона (далі ІЕЗ ім. Є. О. Патона) створений наказом № 445 від 11.12.1984 р. за підписом директора Бориса Євгеновича Патона.
Експозиція музею сформувалася більше ніж 100 років тому. Вона поєднала в собі експозиції типових вузлів ґратчастих конструкцій дерев'яних мостів і кабінету моделей інженерних споруджень при Київському політехнічному інституті та експонати музею зварювальної техніки при Інституті електрозварювання.
Музейний комплекс знаходиться у корпусі № 1 Інституту електрозварювання (м. Київ, вул. Антоновича, 69), розташований у п'яти залах і займає площу майже 350 м2.
У центральній залі меморіального музею представлені документальні матеріали, що поетапно розкривають шлях сходження Євгена Оскаровича Патона на олімп світової науки: від студента дрезденського Королівського саксонського вищого технічного училища до видатного ученого, дослідника, організатора науки і техніки. Серед експонатів фотоматеріали і макети, в тому числі макет мосту імені Євгенії Бош через р. Дніпро у Києві. В книжкових шафах зберігаються видання з науковими розробками в сфері зварювання.
Далі експозиції музею відображають розвиток нової, на той час, прогресивної технології — зварювання під флюсом.
На спеціальному стенді проілюстроване повернення Інституту електрозварювання з евакуації із Нижнього Тагілу до Києва у червні 1944 р. під час Другої світової війни.
Фінальна експозиція центральної зали музею Є. О. Патона присвячена проектуванню і спорудженню найбільшого в ті роки суцільнозварного мосту через р. Дніпро у Києві — мосту Патона, визнаного найкращою капітальною спорудою середини ХХ ст.
Стендові експозиції та експонати другої зали музею — це робочий кабінет Є. О. Патона із його меблями і особистими речами, що відображає реальні умови роботи науковця того часу.
Третя зала музею відтворює домашній кабінет 1950-х років, який було перенесено із житлового фонду Є. О. Патона. Він включає його письмовий стіл, особисту бібліотеку й куточок відпочинку. Приміщення прикрашене оригінальними фотографіями зі студентських років Євгена Оскаровича, фотокартками родини і дітей.
Наступні дві зали музею присвячені історії ІЕЗ ім. Є. О. Патона. У головній експозиції відображений початок діяльності інституту. Далі — етапи розвитку найбільш визначного у світі центру зварювальної науки. В експозиції відображене нарощування темпу інтенсифікації досліджень і впровадження розробок. Демонструються зразки і моделі різної техніки: 18 натуральних зразків і макетів зварювального обладнання, в тому числі перший універсальний мікроскоп, придбаний інститутом у 1938 р.
Головна експозиція музею історії інституту завершується матеріалами про патонівців — найвидатніших учених наукової школи Є. О. Патона. Тематичні експозиції ілюструють фундаментальний внесок патонівців у розробку та розвиток промислового виробництва країни.
Експозиції музею розміщені за хронологією наукової діяльності ІЕЗ ім. Є. О. Патона, що відбито у побудові тематичного і тематико-експозиційного планів. До прикладу, експозиції:
- «Зварні мости і зварні конструкції»
- «Зварювання найбільших доменних печей»
- «Зварювання обсадних труб над устям шпар»
- «Суцільнозварна телевізійна вежа в м. Києві»

Окремі розділи експозицій присвячені ряду технологій, наприклад, створених на основі відкриття контактного зварювання оплавленням, автоматичне зварювання титану під флюсом, практичний внесок патонівців у дослідження космосу тощо. В останній представлені установки «Вулкан», «Испаритель», УРІ; обладнання систем «Зарница» і «Аркас».
На території інституту під відкритим небом у спеціальному меморіалі увіковічений внесок колективу інституту в зміцнення оборонної промисловості країни в роки Другої світової війни у вигляді танка Т-34 на постаменті та меморіальної дошки з іменами співробітників інституту, що у воєнні роки зварювали такі танки.
На сьогодні музей історії Інституту електрозварювання ім. Є. О. Патона є частиною музейного комплексу інституту і активно сприяє збереженню, зміцненню і популяризації вітчизняних трендів науково-технічного прогресу.